# Chanteraine
Chanteraine é uma comuna francesa na região administrativa de Grande Leste, no departamento de Meuse. Estende-se por uma área de 22,4 km². Em 2010 a comuna tinha 192 habitantes (densidade: 8,6 hab./km²).